# Casale Marittimo
Casale Marittimo es una localidad italiana de la provincia de Pisa, región de Toscana, con 1.046 habitantes.

Ubicación de la ciudad de Casale Marittimo dentro de la provincia de Pisa.

## Evolución demográfica
| Gráfica de evolución demográfica de Casale Marittimo entre 1861 y 2001 |
|                                                                        |
| Fuente ISTAT - Elaboración gráfica por parte de Wikipedia              |